# Daiya Maekawa
Daiya Maekawa (前川 黛也 Maekawa Daiya?, Hiroshima, 8 de septiembre de 1994) es un futbolista japonés que juega como guardameta en el Vissel Kobe de la J1 League de Japón.

## Trayectoria

### Clubes
| Club        | País  | Año   |
| ----------- | ----- | ----- |
| Vissel Kobe | Japón | 2017- |

## Palmarés

### Títulos nacionales
| Título             | Club        | País  | Año  |
| ------------------ | ----------- | ----- | ---- |
| Copa del Emperador | Vissel Kobe | Japón | 2019 |
| Supercopa de Japón | Vissel Kobe | Japón | 2020 |
| J1 League          | Vissel Kobe | Japón | 2023 |
| Copa del Emperador | Vissel Kobe | Japón | 2024 |
| J1 League          | Vissel Kobe | Japón | 2024 |